# Шкаровская, Ирина Исаевна
Ирина Исаевна Шкаровская (10 апреля 1916 — 17 ноября 1986) — украинская советская писательница. Член Союза писателей СССР с 1956 года.

## Биография
Родилась 10 апреля 1916 года в Белой Церкви в семье еврейского писателя Исаи Исааковича Шкаровского (1891—1945). Училась в Киевском книжно-кооперативном техникуме, в 1940 году получила высшее образование на филологическом факультете Киевского университета. С 17-летнего возраста печаталась в областной, республиканской, комсомольской и пионерской прессе. Работала в газетах «Молодой пролетарий», «Комсомолец Украины».
Во время нацистской оккупации Киева находилась в эвакуации в Уфе, работала пропагандистом в эвакогоспитале. После освобождения Киева заведовала отделом школ газеты «Молодёжь Украины». С 1948 по 1956 год заведовала отделом художественной литературы журнала «Барвинок». В этом же журнале начала печатать свои первые произведения для детей. В этот период оказала значительное влияние на становление Всеволода Нестайко в качестве детского писателя. С 1958 по 1962 год — заведующая редакцией научно-художественной литературы издательства «Веселка». С 1962 года перешла на творческую работу.
Награждена медалями «За доблестный труд в Великой Отечественной войне 1941—1945 гг.» и «За трудовую доблесть».
Умерла в Киеве 17 ноября 1986 года.

## Творчество
Ирина Шкаровская начала печатать прозаические произведения для детей и юношества, литературно-критические очерки с 1948 года. Писала на русском и украинском языках.
Значительную часть наследия писательницы посвящена прошлому Киева. В её произведениях фигурируют юные персонажи, которые принимают участие в революционном движении 1905—1907 годов, в событиях общественной жизни первых лет советской власти, отмечаются героическими поступками во время Великой Отечественной войны. На страницах повестей и рассказов Ирины Шкаровской возникают выразительные сцены киевской жизни разных эпох.
Художественно-документальная повесть «Крылатая улица», вышедшая в 1982 году, рассказывает про краеведческие поиски киевских школьников, изучающих местные древности. Упомянуты, в частности, учителя и ученики средней школы № 25, которая построена на территории древнего Киева.
Среди творческих материалов есть статьи, посвящённые проблемам воспитания молодёжи, людям, которые посвятили свою жизнь детям.
Писательница также переводила с украинского на русский язык (в частности, прозаические произведения Натальи Забилы).

## Работы
- Люди світлої мрії: Зб. оповідань та нарисів / Упоряд. І. Шкаровська; мал. В. Савадова. — К.: Дитвидав УРСР, 1963. — 271, [24] с.: іл., [12] окр. арк. іл.
- Никогда не угаснет / Худож. А.Резниченко. — Киев: Государственное издательство детской литературы, 1960. — 154 с.: іл.
- Горнист первой базы / Худож. А.Резниченко. — К.: Детгиз, 1962. — 104 с.: ілюстр.
- Теплая улица: Повесть / Худож. Е.Семенов. — К.: Веселка, 1965. — 120 с.: іл.
- Фонарик: Рассказы / Худож. А.Резниченко. — К.: Веселка, 1970. — 200 с. : іл.
- Бандьера росса!: Повесть и рассказы / Худож. Р.Саенко. — К.: Веселка, 1974. — 200 с.: іл.
- Повести и рассказы / Худож. Л.Гармыза. — К.: Веселка, 1976. — 278 с.: іл.
- Вогні в яру: Повість та оповід. / Худож. Г.Зубковський. — К.: Веселка, 1977. — 127 с. іл.
- Високе вогнище: Оповідання / Пер. з рос. ориг. І. Маценко; оформ. В. Гончаренка. — К.: Веселка, 1978. — 128 с.: іл., фотоіл.
- Семья Деревских: Документальная повесть / Худож. В.Ермаков. — К.: Веселка, 1979. — 120 с., іл.
- Діти нескореної околиці: Повість / Худож. Є.Безп’ятов, Г.Філатов. — К.: Веселка, 1981. — 128 с.: іл.
- Крылатая улица: Докум. повесть, рассказы / Худож. А.Михайлюк. — К.: Веселка, 1982. — 173 с.: іл.
- Червона Деміївка: Повісті / Худож. О.Литвинов. — К.: Веселка, 1984. — 326 с.: іл.
- Борис Петрович Жаданівський: Повість / Мал. В.Савадова. — К.: Веселка, 1988. — 55 с.: іл.